# Clásico de Tres de Febrero
El clásico de Tres de Febrero es como se denomina al encuentro del fútbol argentino que enfrenta a los dos clubes más importantes del partido de Tres de Febrero: Estudiantes y Almagro. El primer enfrentamiento oficial ocurrió el 15 de agosto de 1920 y terminó con victoria para el tricolor por 5 a 3 con el pincha como local. En la era profesional, el primer clásico se disputó el 30 de agosto de 1935 y Almagro se impuso por 3 a 0. 
El 22 de junio de 1996 se enfrentaron en una final por un ascenso a la Primera B Nacional, Estudiantes derrotó por 5 a 1 a Almagro siendo esta la mayor goleada del pincha, e igualando a la mayor goleada de Almagro, también 5 a 1 en 1927. 
Esta rivalidad es una de las más agresivas del fútbol argentino, ya que registra varios hechos de violencia e incluso intentos de sobornos

## Historia

### Era amateur
Estudiantes comenzó su participación en los torneos organizados por The Argentine Association Football League en la Segunda División del año 1901. En 1903 consiguió el ascenso, disputando el certamen de la Primera División 1904 de la Argentine Football Association y en 1910 Estudiantes se coronó campeón de la Copa de Competencia Jockey Club.
Por su parte, Almagro se afilió a la Asociación Argentina de Football y empezó a jugar en Segunda División de dicha asociación en 1917. Tras fusionarse con el club Columbian, consiguió el ascenso a la categoría superior disputando la Primera División 1919. Ambos conjuntos coincidieron en dicho torneo pero no pudieron enfrentarse ya que el certamen no concluyó por la migración de varios clubes a la Asociación Amateurs de Football, entre los cuales estaba Estudiantes.
Sin embargo, Almagro se incorporó a la Asociación Amateurs de Football a mitad del año 1920. Así, el primer partido entre ambos conjuntos fue por el Campeonato 1920 de Primera División y data del 15 de agosto de 1920 en el cual Almagro derrotó a Estudiantes por 5 a 3. Los dos clubes siguieron jugando en la Asociación Amateurs de Football, en 1927 se creó la Asociación Amateurs Argentina de Football y Almagro salió victorioso en el primer cotejo jugado por la nueva asociación.
En 1931 se dividió nuevamente la asociación aunque tanto Almagro como Estudiantes continuaron en la Asociación Argentina de Football, en dicho año se produjo el primer enfrentamiento de ambos en un certamen de Copa Nacional, fue el 11 de noviembre por la quinta ronda de la Copa de Competencia Jockey Club en el cual Almagro se impuso por 2 a 0 en el estadio de All Boys. En 1934 se fusionaron las distintas asociaciones y se creó la Asociación del Football Argentino pero los dos conjuntos pasaron a Segunda División.

### Era profesional
El primer encuentro de la era profesional se disputó el 30 de agosto de 1935 por el campeonato de Segunda División. Estudiantes fue derrotado 3 a 0 por Almagro, club que se adjudicó el campeonato de 1937 y consiguió el primer ascenso a Primera División. En 1939 se volvió a disputar el clásico hasta 1940, año en el cual Estudiantes descendió a Tercera División. En 1943, consumado el retorno del Pincha a Segunda, el clásico se jugó ininterrumpidamente hasta el año 1949, debido a una reestructuración que provocó un nuevo descenso de Estudiantes.
En 1956 se inauguró el Estadio Tres de Febrero. Si bien hasta el año 1949 se enfrentaron en 38 oportunidades esta rivalidad se profundizó a partir de los años 60, más precisamente cuando se inauguró el Estadio Ciudad de Caseros en 1963. El enfrentamiento retornó en Segunda División en 1967. Posteriormente, el clásico no pudo disputarse solamente en dos años: en 1971 (debido al descenso de Almagro a Tercera División) y en 1978 (debido al ascenso de Estudiantes a Primera División). En 1981 Almagro sufrió un nuevo descenso, aunque en 1986 se reencontraron nuevamente en la Primera B.
El partido más importante que enfrentó a ambos conjuntos fue el 22 de junio de 1996, para determinar el segundo ascenso a la Primera B Nacional, tras la igualdad en el partido de ida jugado en el Estadio Ciudad de Vicente López, quedaba todo por definir en el partido de vuelta en el Estadio de Chacarita Juniors y Estudiantes se quedó con el ascenso tras un resultado inesperado: 5-1. Ganaba Almagro 1-0 con gol del Beto Yaqué a los tres minutos, y 60 segundos después igualó Gabriel Ferrári. En la parte final, Estudiantes fue demoledor y ganó con goles de Javier Cordone, Javier González, otra vez Ferrári y Miguel Robles. Fue clave también el penal que le atajó el arquero pincha Juan Carlos Raña a Santillán, a los 23 minutos del primer tiempo.

"El final del partido fue electrizante. Almagro buscaba aprovechar el hombre de más. Estudiantes no se achicaba e iba en busca de la hazaña. Pudo haber sido para cualquiera de los dos porque sobraron situaciones de riesgo."
Comentario de Víctor Pochat en Clarín.

Desde 1999 el Tricolor disputó temporadas en Primera División y Primera B Nacional. Por su parte, Estudiantes alternó Primera B Nacional y Primera B, hechos que provocaron la nulidad del clásico. Desde el año 2009 ambos conjuntos militan en la Primera B, volviéndose a jugar el cotejo tras 10 años de ausencia. Asimismo, el 7 de febrero de 2015 y tras 84 años se volvieron a enfrentar por una Copa Nacional, fue por la Copa Argentina 2014-15 resultando ganador Estudiantes por 1 a 0.

## Estadísticas

### Historial
Es una de las rivalidades más antiguas del ascenso, ambas instituciones quedan en Tres de Febrero y sus estadios se encuentran cercano uno de otro.
En la historia, han disputado 109 encuentros, el Pincha ganó 32 con 148 goles a favor, mientras que el Tricolor ganó 36 con 162 goles a favor, empatando en 41 ocasiones. El último terminó con victoria de Almagro por 1 a 0 sobre Estudiantes en el Estadio Tres de Febrero.
Se han enfrentado en Primera, Segunda y Tercera División. Por su parte, en certámenes de Copa Nacional lo han hecho por la Copa Competencia y la Copa Argentina.

#### Era amateur
| Competición      | Partidos Jugados | Ganados Estudiantes | Partidos Empatados | Ganados Almagro | Goles de Estudiantes | Goles de Almagro |
| ---------------- | ---------------- | ------------------- | ------------------ | --------------- | -------------------- | ---------------- |
| Primera División | 18               | 4                   | 7                  | 7               | 21                   | 27               |
| Copa Competencia | 1                | 0                   | 0                  | 1               | 0                    | 2                |
| Total            | 19               | 4                   | 7                  | 8               | 21                   | 29               |

#### Era profesional
| Competición      | Partidos Jugados | Ganados Estudiantes | Partidos Empatados | Ganados Almagro | Goles de Estudiantes | Goles de Almagro |
| ---------------- | ---------------- | ------------------- | ------------------ | --------------- | -------------------- | ---------------- |
| Segunda División | 54               | 14                  | 21                 | 19              | 79                   | 96               |
| Tercera División | 35               | 13                  | 13                 | 9               | 47                   | 37               |
| Copa Argentina   | 1                | 1                   | 0                  | 0               | 1                    | 0                |
| Total            | 90               | 28                  | 34                 | 28              | 127                  | 133              |

#### Ambas eras
| Competición      | Partidos Jugados | Ganados Estudiantes | Partidos Empatados | Ganados Almagro | Goles de Estudiantes | Goles de Almagro |
| ---------------- | ---------------- | ------------------- | ------------------ | --------------- | -------------------- | ---------------- |
| Primera División | 18               | 4                   | 7                  | 7               | 21                   | 27               |
| Segunda División | 54               | 14                  | 21                 | 19              | 79                   | 96               |
| Tercera División | 35               | 13                  | 13                 | 9               | 47                   | 37               |
| Copa Competencia | 1                | 0                   | 0                  | 1               | 0                    | 2                |
| Copa Argentina   | 1                | 1                   | 0                  | 0               | 1                    | 0                |
| Total            | 109              | 32                  | 41                 | 36              | 148                  | 162              |

### Estadios

#### Estudiantes local

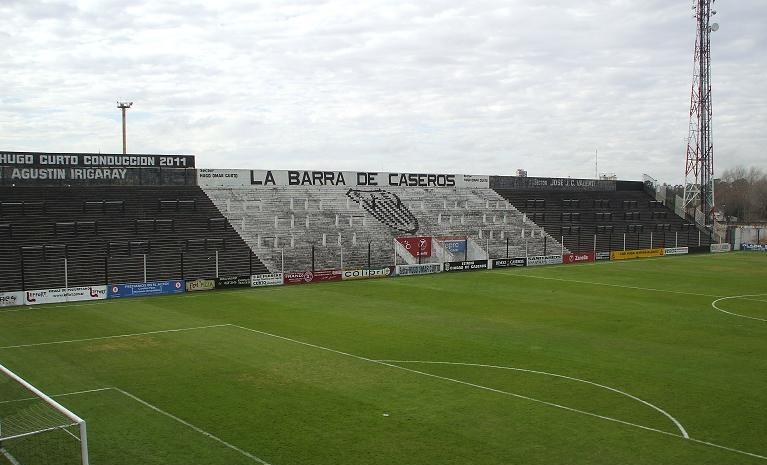
Tribuna local del Ciudad de Caseros.

| Estadios                              | Partidos |
| ------------------------------------- | -------- |
| Estadio Ciudad de Caseros             | 32       |
| Antiguo Estadio en Devoto             | 6        |
| Antiguo Estadio en Palermo            | 5        |
| Antiguo Estadio de Atlanta            | 5        |
| Estadio Arquitecto Ricardo Etcheverri | 2        |
| Antiguo Estadio de Almagro            | 1        |
| Antiguo Estadio de Chacarita Juniors  | 1        |
| Estadio José Amalfitani               | 1        |
| Estadio Don León Kolbovsky            | 1        |
| Estadio Diego Armando Maradona        | 1        |
| Estadio Ciudad de Vicente López       | 1        |
| Estadio Alfredo Beranger              | 1        |

#### Almagro local

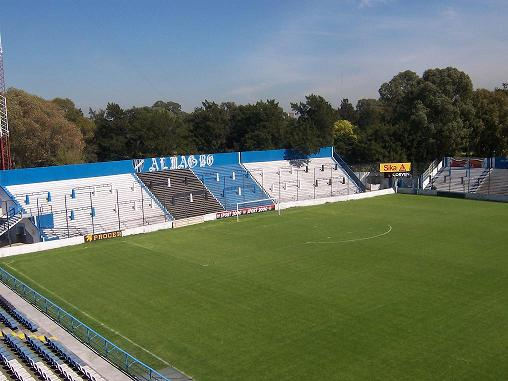
Tribuna local del Tres de Febrero.

| Estadios                              | Partidos |
| ------------------------------------- | -------- |
| Estadio Tres de Febrero               | 34       |
| Antiguo Estadio en Villa Ortúzar      | 6        |
| Antiguo Estadio en Parque Chas        | 5        |
| Antiguo Estadio en Almagro            | 2        |
| Antiguo Estadio de Vélez Sarsfield    | 1        |
| Estadio Arquitecto Ricardo Etcheverri | 1        |
| Antiguo Estadio de Atlanta            | 1        |
| Estadio de Chacarita Juniors          | 1        |

#### Estadio neutral
| Estadios                    | Partidos |
| --------------------------- | -------- |
| Antiguo Estadio de All Boys | 1        |

### Datos del clásico
- Jugador con mayor cantidad de presencias: Juan Carlos Bravo (14 encuentros)

- Entrenador con más partidos: Ricardo Trigilli (21 encuentros)

- Árbitro que más dirigió: Jorge Álvarez (4 encuentros)

- Goleador en ambos equipos: Jorge Trezeguet, futbolista que jugó en los dos clubes, es el único jugador que ha marcado, en este clásico, un gol para cada equipo: el 13 de octubre de 1974 marcó en la victoria como local de Estudiantes. Por su parte, el 21 de junio de 1980 hizo lo propio defendiendo la camiseta de Almagro.

- Local en casa rival: En el partido de 1928, Estudiantes, que había perdido su segundo estadio en Palermo y al no tener estadio propio. Recibió de local a Almagro, en la antigua cancha que el tricolor tenía en Parque Chas. El resultado fue victoria estudiantil por 4 goles a 1. Cabe destacar, que para ese entonces no existía una rivalidad entre ambas instituciones.

#### Maximos goleadores
| #  | Jugador                    | Equipo      | Goles |
| -- | -------------------------- | ----------- | ----- |
| 1  | Luciano Martin Figueroa    | Almagro     | 8     |
| 2  | Luis Diana                 | Almagro     | 7     |
| 3  | Adriano Vitali             | Almagro     | 5     |
| =  | Carlos Alberto Yaque       | Almagro     | 5     |
| 5  | Hugo Jose Gentiletti       | Estudiantes | 4     |
| =  | Alvaro Fuente Ochoa        | Almagro     | 4     |
| =  | Carlos Manuel Toloza       | Estudiantes | 4     |
| =  | Roberto Esteban Horvath    | Almagro     | 4     |
| =  | Gabriel Horacio Ferrari    | Estudiantes | 4     |
| 10 | Marcos Beautemps           | Estudiantes | 3     |
| =  | Angel Tazza                | Estudiantes | 3     |
| =  | Juan Pisa                  | Almagro     | 3     |
| =  | Carlos De la Peña          | Almagro     | 3     |
| =  | Julio Jose Armendariz      | Almagro     | 3     |
| =  | Luis Alejandro Ugarte      | Estudiantes | 3     |
| =  | Mariano Luis Torresi       | Estudiantes | 3     |
| =  | Eduardo Daniel Ciccarello  | Estudiantes | 3     |
| =  | Osvaldo Omar Perez         | Estudiantes | 3     |
| =  | Luis Antonio Leonardo Melo | Almagro     | 3     |
| =  | Alberto Muro               | Almagro     | 3     |

## Comparación de datos
*Actualizado hasta temporada 2025, inclusive.
Este clásico es uno de los más igualados de Argentina, no solo en el historial sino también en la cantidad de títulos oficiales: Estudiantes aventaja levemente en cantidad de títulos a Almagro que cuenta con 3 trofeos en su haber los cuales son 2 títulos de Segunda División (1937 y 1968) y 1 de Tercera División (1971). Mientras que los 8 campeonatos de Estudiantes son la Copa de Competencia Jockey Club (1910), 2 títulos de Segunda División (1906 y 1977) y 5 de Tercera División (1903, 1904, 1942, 1966 y 2000).
| Almagro         | \| Club Almagro \| Observaciones \| Estudiantes \| \| --------------- \| ----------------------------------- \| -------------- \| \| 29.º (537 pts) \| Tabla histórica de Primera División \| 27.º (589 pts) \| \| B Nacional \| Categoría actual \| B Nacional \| \| José Ingenieros \| Localidad \| Caseros \| \| 1911 \| Año de fundación \| 1898 \| \| 19.000 \| Capacidad del Estadio \| 16.740 \| \| 19 \| Temporadas en 1.ª \| 32 \| \| 0 \| Campeonatos de 1.ª \| 0 \| \| 64 \| Temporadas en 2.ª \| 46 \| \| 2 \| Campeonatos de 2.ª \| 2 \| \| 24 \| Temporadas en 3.ª \| 45 \| \| 1 \| Campeonatos de 3.ª \| 5 \| \| 0 \| Temporadas en 4.ª \| 4 \| \| 0 \| Campeonatos de 4.ª \| 0 \| \| 0 \| Temporadas en 5.ª \| 0 \| \| 0 \| Campeonatos de 5.ª \| 0 \| \| 0 \| Copas nacionales \| 1 \| \| 3 \| Totales de Títulos Oficiales \| 8 \| | Estudiantes    |
| Club Almagro    | Observaciones | Estudiantes    |
| 29.º (537 pts)  | Tabla histórica de Primera División | 27.º (589 pts) |
| B Nacional      | Categoría actual | B Nacional     |
| José Ingenieros | Localidad | Caseros        |
| 1911            | Año de fundación | 1898           |
| 19.000          | Capacidad del Estadio | 16.740         |
| 19              | Temporadas en 1.ª | 32             |
| 0               | Campeonatos de 1.ª | 0              |
| 64              | Temporadas en 2.ª | 46             |
| 2               | Campeonatos de 2.ª | 2              |
| 24              | Temporadas en 3.ª | 45             |
| 1               | Campeonatos de 3.ª | 5              |
| 0               | Temporadas en 4.ª | 4              |
| 0               | Campeonatos de 4.ª | 0              |
| 0               | Temporadas en 5.ª | 0              |
| 0               | Campeonatos de 5.ª | 0              |
| 0               | Copas nacionales | 1              |
| 3               | Totales de Títulos Oficiales | 8              |

Fuente: Lista de clubes argentinos y movimientos de división - Rsssf

## Jugadores que vistieron ambas camisetas
Jorge Trezeguet, Meneguetti, Esperante, Ricardo Rodríguez, Carlos Toloza, Norberto Peratta, Hugor Cortéz, Capello, Urueña, Marcelo Donato Bruno, Víctor Hugo Bordón, Cattáneo, Heraldo Flores, Oscar Ledesma, Juan Bautista Chumba, Pablo Solchaga, Martín Gianfelice, Méndez, Daniel Chávez, Lino Arce, Cristian Jeandet, Lucas Crespín, Julio Cesar Serrano, Hernán González, Juan Manuel Quevedo, Emmanuel Barbosa, entre otros.

## Entrenadores vinculados a ambos clubes
Elmer Banki, Juan Manuel Guerra, Adolfo Vázquez, Ricardo Trigilli, Janín, Rafael Rímolo, Rodolfo Motta, Oscar Cachin Blanco, entre otros.
José Santos Romero, Abel Rolando Moralejo, Ricardo Caruso Lombardi y Fabián Nardozza fueron jugadores de Almagro y dirigieron al pincha; mientras tanto Juan Carlos Carotti, Fernando Ruiz y Felipe De la Riva vistieron la camiseta de Estudiantes y fueron entrenadores de Almagro.

## Partido por Partido

### Era amateur
| #  | Local       | Resultado | Visitante   | Temporada | Estadio                            | Goles Estudiantes           | Goles Almagro                      |
| -- | ----------- | --------- | ----------- | --------- | ---------------------------------- | --------------------------- | ---------------------------------- |
| 1  | Estudiantes | 3-5       | Almagro     | 1920      | Antiguo Estadio en Palermo         | Beautemps, Penzi y Ochandío | F. Pisa, J. Pisa (3) y Furlani     |
| 2  | Estudiantes | 1-1       | Almagro     | 1921      | Antiguo Estadio en Palermo         | Borthagaray                 | J. Giache                          |
| 3  | Almagro     | 2-1       | Estudiantes | 1921      | Antiguo Estadio de Vélez Sarsfield | Borthagaray                 | Adet y Del Giudice                 |
| 4  | Almagro     | 1-0       | Estudiantes | 1922      | Antiguo Estadio en Almagro         | -                           | Castro                             |
| 5  | Estudiantes | 1-0       | Almagro     | 1922      | Antiguo Estadio en Palermo         | O'Gorman                    | -                                  |
| 6  | Almagro     | 1-1       | Estudiantes | 1923      | Antiguo Estadio en Almagro         | Beautemps                   | Vitali                             |
| 7  | Estudiantes | 2-1       | Almagro     | 1924      | Antiguo Estadio en Palermo         | Sosa y Beautemps            | Vitali                             |
| 8  | Estudiantes | 0-2       | Almagro     | 1925      | Antiguo Estadio en Palermo         | -                           | Vitali (2)                         |
| 9  | Estudiantes | 0-0       | Almagro     | 1926      | Antiguo Estadio de Atlanta         | -                           | -                                  |
| 10 | Almagro     | 5-1       | Estudiantes | 1927      | Antiguo Estadio en Parque Chas     | Lagarde                     | Pertini (2), Uriarte (2) y Lattari |
| 11 | Estudiantes | 4-1       | Almagro     | 1928      | Antiguo Estadio de Almagro         | Tazza (3) y Cahuape         | Ciancio                            |
| 12 | Estudiantes | 2-2       | Almagro     | 1929      | Arquitecto Ricardo Etcheverri      | Lacava y Rey                | Fernandez y Vitali                 |
| 13 | Estudiantes | 3-1       | Almagro     | 1930      | Arquitecto Ricardo Etcheverri      | Romito, Nardini y Sanchez   | Oro                                |
| 14 | Estudiantes | 0-1       | Almagro     | 1931      | Antiguo Estadio en Devoto          | -                           | Varalli                            |
| 15 | Estudiantes | 0-2       | Almagro     | 1931      | Antiguo Estadio de All Boys        | -                           | Ciancio y Correa                   |
| 16 | Almagro     | 0-0       | Estudiantes | 1932      | Antiguo Estadio en Parque Chas     | -                           | -                                  |
| 17 | Estudiantes | 1-1       | Almagro     | 1932      | Antiguo Estadio en Devoto          | Vesperoni                   | De la Peña                         |
| 18 | Estudiantes | 1-3       | Almagro     | 1933      | Antiguo Estadio en Devoto          | Vesperoni                   | De la Peña (2) y Bonifacio         |
| 19 | Almagro     | 0-0       | Estudiantes | 1934      | Antiguo Estadio en Parque Chas     | -                           | -                                  |

### Era profesional
| #   | Local       | Resultado | Visitante   | Temporada | Estadio                              | Goles Estudiantes                          | Goles Almagro                               |
| --- | ----------- | --------- | ----------- | --------- | ------------------------------------ | ------------------------------------------ | ------------------------------------------- |
| 20  | Almagro     | 3-0       | Estudiantes | 1935      | Antiguo Estadio en Parque Chas       | -                                          | Bonifacio, Regalado y Zanelli               |
| 21  | Estudiantes | 3-5       | Almagro     | 1936      | Antiguo Estadio en Devoto            | Baglietto, Icardi y Mattano                | Melgarejo (2), V. Perez y Quiroga (2)       |
| 22  | Almagro     | 2-0       | Estudiantes | 1937      | Antiguo Estadio en Parque Chas       | -                                          | Raival (2)                                  |
| 23  | Estudiantes | 2-3       | Almagro     | 1939      | Antiguo Estadio en Devoto            | Montaperto y Carelli                       | Diana y Olmo (2)                            |
| 24  | Almagro     | 3-1       | Estudiantes | 1940      | Antiguo Estadio en Villa Ortúzar     | Mastrocello                                | Ausili (2) y Ligtherman                     |
| 25  | Estudiantes | 0-0       | Almagro     | 1940      | Antiguo Estadio en Devoto            | -                                          | -                                           |
| 26  | Almagro     | 3-1       | Estudiantes | 1943      | Antiguo Estadio en Villa Ortúzar     | Scaglia                                    | Diana (2) y Armendariz                      |
| 27  | Estudiantes | 3-3       | Almagro     | 1943      | Antiguo Estadio de Chacarita Juniors | Trinchieri, Jara y Amoedo                  | Bava, Diana y Raviolo                       |
| 28  | Almagro     | 3-1       | Estudiantes | 1944      | Antiguo Estadio en Villa Ortúzar     | Ramos                                      | Diana (2) y Cabral                          |
| 29  | Estudiantes | 3-3       | Almagro     | 1944      | José Amalfitani                      | Colosia (2) y Parachu                      | Villella, Diana y Armendariz                |
| 30  | Estudiantes | 1-1       | Almagro     | 1945      | Antiguo Estadio de Atlanta           | Boido                                      | Ausili                                      |
| 31  | Almagro     | 0-0       | Estudiantes | 1945      | Antiguo Estadio en Villa Ortúzar     | -                                          | -                                           |
| 32  | Almagro     | 1-2       | Estudiantes | 1946      | Antiguo Estadio en Villa Ortúzar     | Calicchio (2)                              | Pereyra                                     |
| 33  | Estudiantes | 1-1       | Almagro     | 1946      | Antiguo Estadio de Atlanta           | Mezer                                      | Armendariz                                  |
| 34  | Almagro     | 1-1       | Estudiantes | 1947      | Antiguo Estadio en Villa Ortúzar     | E. Perez                                   | Contreras                                   |
| 35  | Estudiantes | 3-2       | Almagro     | 1947      | Antiguo Estadio de Atlanta           | Genin y Nisi (2)                           | Muro (2)                                    |
| 36  | Almagro     | 2-3       | Estudiantes | 1948      | Arquitecto Ricardo Etcheverri        | Virginillo (e/c), Crudo y Panto            | Muro y Salerno                              |
| 37  | Estudiantes | 2-2       | Almagro     | 1949      | Antiguo Estadio de Atlanta           | Richard (2)                                | Corvetto (e/c) y Bruno                      |
| 38  | Almagro     | 2-2       | Estudiantes | 1949      | Antiguo Estadio de Atlanta           | Rodriguez y Scarpato                       | Sanson (2)                                  |
| 39  | Estudiantes | 0-4       | Almagro     | 1967      | Don León Kolbowski                   | -                                          | C. Machao, Valentini (2) y Solari           |
| 40  | Almagro     | 1-0       | Estudiantes | 1967      | Tres de Febrero                      | -                                          | C. Machao                                   |
| 41  | Estudiantes | 1-0       | Almagro     | 1968      | Diego Armando Maradona               | Moreno                                     | -                                           |
| 42  | Estudiantes | 1-1       | Almagro     | 1969      | Ciudad de Caseros                    | De los Santos                              | J. Machao                                   |
| 43  | Estudiantes | 0-4       | Almagro     | 1970      | Ciudad de Caseros                    | -                                          | Gonzalez, Lizarraga, Echenausi y Santamaria |
| 44  | Almagro     | 1-0       | Estudiantes | 1970      | Tres de Febrero                      | -                                          | Solari                                      |
| 45  | Almagro     | 0-0       | Estudiantes | 1972      | Tres de Febrero                      | -                                          | -                                           |
| 46  | Estudiantes | 3-1       | Almagro     | 1972      | Ciudad de Caseros                    | Salvati y Gentiletti (2)                   | Lopez                                       |
| 47  | Almagro     | 2-1       | Estudiantes | 1973      | Tres de Febrero                      | Gentiletti                                 | Garcia (2)                                  |
| 48  | Estudiantes | 2-1       | Almagro     | 1973      | Ciudad de Caseros                    | Gentiletti y O. Perez                      | Fuente Ochoa                                |
| 49  | Estudiantes | 2-4       | Almagro     | 1974      | Ciudad de Caseros                    | Nogueira y Cassano                         | Olivera (e/c), Melo (2) y Fuente Ochoa      |
| 50  | Almagro     | 3-1       | Estudiantes | 1974      | Tres de Febrero                      | Diaz                                       | Coronel (2) y Melo                          |
| 51  | Almagro     | 2-3       | Estudiantes | 1974      | Tres de Febrero                      | O. Perez, Diaz y Cassano                   | Fuente Ochoa (2)                            |
| 52  | Estudiantes | 2-1       | Almagro     | 1974      | Ciudad de Caseros                    | Trezeguet y O. Perez                       | Coronel                                     |
| 53  | Estudiantes | 2-1       | Almagro     | 1975      | Ciudad de Caseros                    | Bravo y Anllo                              | Esteves                                     |
| 54  | Almagro     | 3-1       | Estudiantes | 1975      | Tres de Febrero                      | Toloza                                     | Lamadrid, Herrera y Zitella                 |
| 55  | Estudiantes | 2-2       | Almagro     | 1976      | Ciudad de Caseros                    | Ojea y Do Rio                              | Gigliani y Avalos                           |
| 56  | Almagro     | 0-0       | Estudiantes | 1976      | Tres de Febrero                      | -                                          | -                                           |
| 57  | Estudiantes | 4-2       | Almagro     | 1977      | Ciudad de Caseros                    | C. Guillermo, Ugarte (2) y Ciccarello      | L. Figueroa (2)                             |
| 58  | Almagro     | 3-3       | Estudiantes | 1977      | Tres de Febrero                      | J. Guillermo, Ugarte y Toloza              | Cirrincione y L. Figueroa (2)               |
| 59  | Estudiantes | 4-0       | Almagro     | 1979      | Ciudad de Caseros                    | Cortes, Ciccarello, Franchocci y Toloza    | -                                           |
| 60  | Almagro     | 2-1       | Estudiantes | 1979      | Tres de Febrero                      | Toloza                                     | Ferreras (2)                                |
| 61  | Almagro     | 4-2       | Estudiantes | 1980      | Tres de Febrero                      | Ponce y Ciccarello                         | L. Figueroa (2), Trezeguet y Mamberto       |
| 62  | Estudiantes | 2-0       | Almagro     | 1980      | Ciudad de Caseros                    | Gizzi y Vazquez                            | -                                           |
| 63  | Almagro     | 1-1       | Estudiantes | 1981      | Tres de Febrero                      | Fusani                                     | L. Figueroa                                 |
| 64  | Estudiantes | 2-2       | Almagro     | 1981      | Ciudad de Caseros                    | Cortes y Fronciani                         | L. Figueroa y N. Diaz                       |
| 65  | Estudiantes | 1-0       | Almagro     | 1986/1987 | Ciudad de Caseros                    | Ovide                                      | -                                           |
| 66  | Almagro     | 0-0       | Estudiantes | 1986/1987 | Tres de Febrero                      | -                                          | -                                           |
| 67  | Almagro     | 1-0       | Estudiantes | 1987/1988 | Tres de Febrero                      | -                                          | Bustos                                      |
| 68  | Estudiantes | 0-1       | Almagro     | 1987/1988 | Ciudad de Caseros                    | -                                          | Horvath                                     |
| 69  | Almagro     | 4-1       | Estudiantes | 1988/1989 | Tres de Febrero                      | Romero                                     | Pacheco, Horvath (2) y Millozzi             |
| 70  | Estudiantes | 2-1       | Almagro     | 1988/1989 | Ciudad de Caseros                    | Ballejo y Cesar                            | Horvath                                     |
| 71  | Estudiantes | 2-0       | Almagro     | 1989/1990 | Ciudad de Caseros                    | C. Perez y Ramallo                         | -                                           |
| 72  | Almagro     | 1-2       | Estudiantes | 1989/1990 | Tres de Febrero                      | June y Capello                             | Balmaceda                                   |
| 73  | Estudiantes | 4-1       | Almagro     | 1990/1991 | Ciudad de Caseros                    | Lopez, Grossi, J. Rojas y Yannino          | R. Rojas                                    |
| 74  | Almagro     | 2-1       | Estudiantes | 1990/1991 | Tres de Febrero                      | Lopez                                      | Martinez y Yaque                            |
| 75  | Estudiantes | 0-2       | Almagro     | 1991/1992 | Ciudad de Caseros                    | -                                          | Mamanni y Yaque                             |
| 76  | Almagro     | 2-0       | Estudiantes | 1991/1992 | Tres de Febrero                      | -                                          | Soria y Yaque                               |
| 77  | Estudiantes | 3-2       | Almagro     | 1992/1993 | Ciudad de Caseros                    | Aranzabe, Irala Sarabia y Herrera          | Mujica y Togni (e/c)                        |
| 78  | Almagro     | 1-1       | Estudiantes | 1992/1993 | Tres de Febrero                      | Irala Sarabia                              | Yaque                                       |
| 79  | Almagro     | 0-0       | Estudiantes | 1993/1994 | Tres de Febrero                      | -                                          | -                                           |
| 80  | Estudiantes | 0-0       | Almagro     | 1993/1994 | Ciudad de Caseros                    | -                                          | -                                           |
| 81  | Almagro     | 1-1       | Estudiantes | 1994/1995 | Tres de Febrero                      | Gaido                                      | G. Sanchez                                  |
| 82  | Estudiantes | 0-1       | Almagro     | 1994/1995 | Ciudad de Caseros                    | -                                          | Dely Valdes                                 |
| 83  | Almagro     | 0-2       | Estudiantes | 1995/1996 | Tres de Febrero                      | Gionto y Jerez                             | -                                           |
| 84  | Estudiantes | 1-1       | Almagro     | 1995/1996 | Ciudad de Caseros                    | A. Gonzalez                                | Moles                                       |
| 85  | Estudiantes | 2-2       | Almagro     | 1995/1996 | Ciudad de Vicente López              | Robles y Ferrari                           | Santillan y Moles                           |
| 86  | Almagro     | 1-5       | Estudiantes | 1995/1996 | Chacarita Juniors                    | Ferrari (2), Cordone, A. Gonzalez y Robles | Yaque                                       |
| 87  | Almagro     | 2-0       | Estudiantes | 1996/1997 | Tres de Febrero                      | -                                          | Rearte y Luengo                             |
| 88  | Estudiantes | 1-1       | Almagro     | 1996/1997 | Ciudad de Caseros                    | Ferrari                                    | Santillan                                   |
| 89  | Almagro     | 1-2       | Estudiantes | 1997/1998 | Tres de Febrero                      | Bruno y Juarez                             | Scagliotti                                  |
| 90  | Estudiantes | 3-2       | Almagro     | 1997/1998 | Ciudad de Caseros                    | Cerchietti, Granara y Chiaverano           | Milano y Pusineri                           |
| 91  | Estudiantes | 0-0       | Almagro     | 1998/1999 | Ciudad de Caseros                    | -                                          | -                                           |
| 92  | Almagro     | 2-2       | Estudiantes | 1998/1999 | Tres de Febrero                      | Juarez y Bedrossian                        | Pusineri y Solchaga                         |
| 93  | Almagro     | 1-1       | Estudiantes | 2009/2010 | Tres de Febrero                      | Lammana                                    | Vinaccia                                    |
| 94  | Estudiantes | 0-0       | Almagro     | 2009/2010 | Ciudad de Caseros                    | -                                          | -                                           |
| 95  | Estudiantes | 1-1       | Almagro     | 2010/2011 | Ciudad de Caseros                    | E. Zarate                                  | Lanaro Contreras                            |
| 96  | Almagro     | 1-2       | Estudiantes | 2010/2011 | Tres de Febrero                      | Cipriani (2)                               | Bonfigli                                    |
| 97  | Estudiantes | 1-0       | Almagro     | 2011/2012 | Ciudad de Caseros                    | Torresi                                    | -                                           |
| 98  | Almagro     | 2-4       | Estudiantes | 2011/2012 | Tres de Febrero                      | Yassogna, Sosa y Torresi (2)               | Becerra y Schunke                           |
| 99  | Almagro     | 0-4       | Estudiantes | 2012/2013 | Tres de Febrero                      | Ruiz (2), Soriano y Montero                | -                                           |
| 100 | Estudiantes | 0-1       | Almagro     | 2012/2013 | Ciudad de Caseros                    | -                                          | Pedrozo                                     |
| 101 | Almagro     | 1-1       | Estudiantes | 2013/2014 | Tres de Febrero                      | Delorte                                    | Schunke                                     |
| 102 | Estudiantes | 1-1       | Almagro     | 2013/2014 | Alfredo Beranger                     | Yassogna                                   | Charles                                     |
| 103 | Almagro     | 0-1       | Estudiantes | 2014/2015 | Tres de Febrero                      | B. Gomez                                   | -                                           |
| 104 | Almagro     | 0-0       | Estudiantes | 2015      | Tres de Febrero                      | -                                          | -                                           |
| 105 | Estudiantes | 3-2       | Almagro     | 2015      | Ciudad de Caseros                    | Caro Torres, D. Figueroa y Benitez         | Altamirano (2)                              |
| 106 | Estudiantes | 1-3       | Almagro     | 2015      | Ciudad de Caseros                    | Lopes                                      | Ronconi, Ruiz Sosa y Arce                   |
| 107 | Almagro     | 1-1       | Estudiantes | 2022      | Tres de Febrero                      | Alderete                                   | Rueda                                       |
| 108 | Estudiantes | 1-1       | Almagro     | 2024      | Ciudad de Caseros                    | Contreras                                  | Falabella                                   |
| 109 | Almagro     | 1-0       | Estudiantes | 2024      | Tres de Febrero                      | -                                          | Orlando                                     |